# Ferrovia Veynes-Briançon
La ferrovia Veynes-Briançon (in francese Ligne de Veynes à Briançon) è una linea ferroviaria francese che unisce la cittadina di Briançon alla ferrovia Lione-Marsiglia (via Grenoble).

## Storia
Il tratto da Veynes a Gap fa parte di una linea da Avignone a Gap concessa alla Compagnie des chemins de fer de Paris à Lyon et à la Méditerranée (PLM) con decreto imperiale del 25 agosto 1861.
I lavori per la tratta da Veynes a Gap dovevano essere appaltati all'inizio del 1872, se la situazione finanziaria della PLM lo avesse permesso.
Il tratto, a binario unico, tra Veynes-Gap fu aperto il 1 febbraio 1875. Il segmento tra Gap e Embrun fu attivato (doppio binario da Gap a Chorges e binario unico da Chorges a Embrun) il 10 luglio 1883. Due giorni dopo la linea fu prolungata, a binario doppio, sino a Mont-Dauphin. 
Il 15 settembre 1884 fu aperto il tratto tra Mont-Dauphin e Briançon. Quest'ultimo segmento era raddoppiato solamente Montdauphin e L'Argentière-la-Bessée e tra Prelles e Briançon.
La linea fu raddoppiata tra Veynes e La Freissinouse il 28 marzo 1883 e tra La Freissinouse e Gap il 6 febbraio 1893.
La costruzione della tratta da Gap al confine sardo via Briançon fu assegnata alla società PLM con un decreto del 19 giugno 1857. Tuttavia, questo decreto stabiliva che la concessione era subordinata allo sviluppo da parte del governo sardo di un tratto tra la cittadina italiana di Susa e il punto sul confine francese in cui la nuova linea avrebbe dovuto terminare. In mancanza di un accordo sul tracciato tra Susa e Briançon, e soprattutto a causa della guerra franco-prussiana del 1870, il collegamento con la rete ferroviaria sarda fu abbandonato. La PLM ottenne infine una concessione limitata alla tratta Gap-Briançon con decreto del 3 luglio 1875.
Durante la prima guerra mondiale, intorno al 1917-1918 furono eliminate le tratte a doppio binario: Veynes-Chorges, Embrun - L'Argentière-la-Bessée e Prelles-Briançon. Il secondo binario fu reintrodotto nel primo dopoguerra, ad eccezione dell'ultimo tratto Prelles-Briançon, che rimase a binario unico.
Durante la seconda guerra mondiale il secondo binario fu nuovamente rimosso nel 1943. Alla fine della guerra non fu reinstallato e la linea rimase a binario unico.
La costruzione della diga di Serre-Ponçon sul fiume Durance rese necessaria la ricostruzione della linea per un tratto di circa 15 km tra Chorges ed Embrun, per sostituire il tratto che stava per essere sommerso. I lavori di costruzione iniziarono nel 1956 e terminarono quattro anni più tardi.

## Traffico
Esiste un servizio notturno Parigi Austerlitz-Briançon (Intercités de nuit) attivo tutto l'anno via Valence e Die. 
La linea è servita anche dai treni TER.